# Diplocephalus algericus
Espèce
Diplocephalus algericus est une espèce d'araignées aranéomorphes de la famille des Linyphiidae.

## Distribution
Cette espèce est endémique d'Algérie.

## Étymologie
Son nom d'espèce lui a été donné en référence au lieu de sa découverte, l'Algérie.

## Publication originale
- Bosmans, 1996 : The genera Araeoncus Simon, Delorripis Simon and Diplocephalus Bertkau in northern Africa (Araneae: Linyphiidae: Erigoninae): Studies on North African Linyphiidae VII. Belgian Journal of Zoology, vol. 126, p. 123-151.